# Strawberry Tree
A Strawberry Tree, vagy magyarul napelemfa, vagy töltőfa, a világ első napelemes közösségi mobiltelefon töltőállomása. Ez a fejlesztés nyerte el 2011-ben az Európai Bizottság fenntartható energia hetének fogyasztói kategóriáját Brüsszelben..

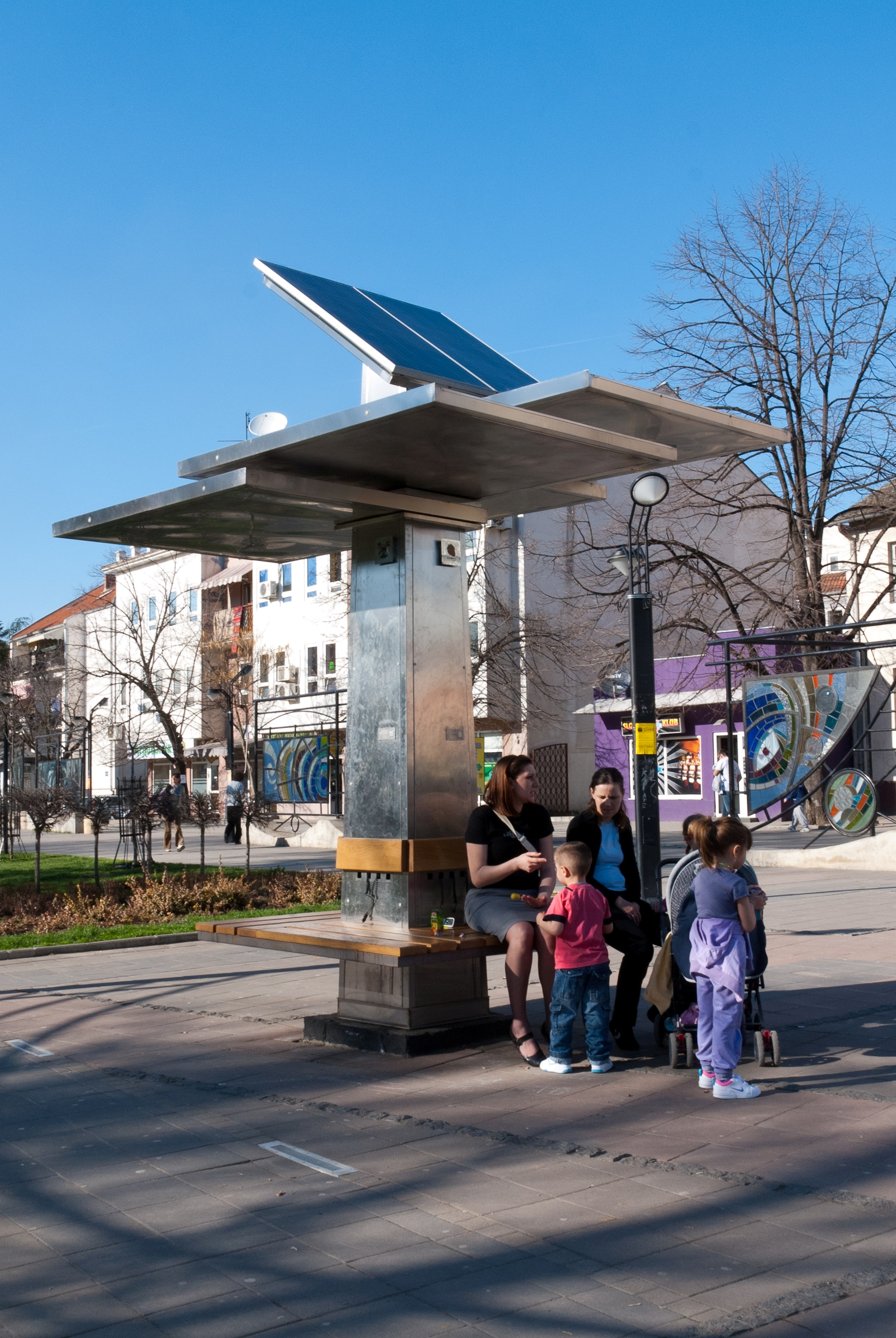
A Strawberry Tree Obrenovacban, Szerbiában.

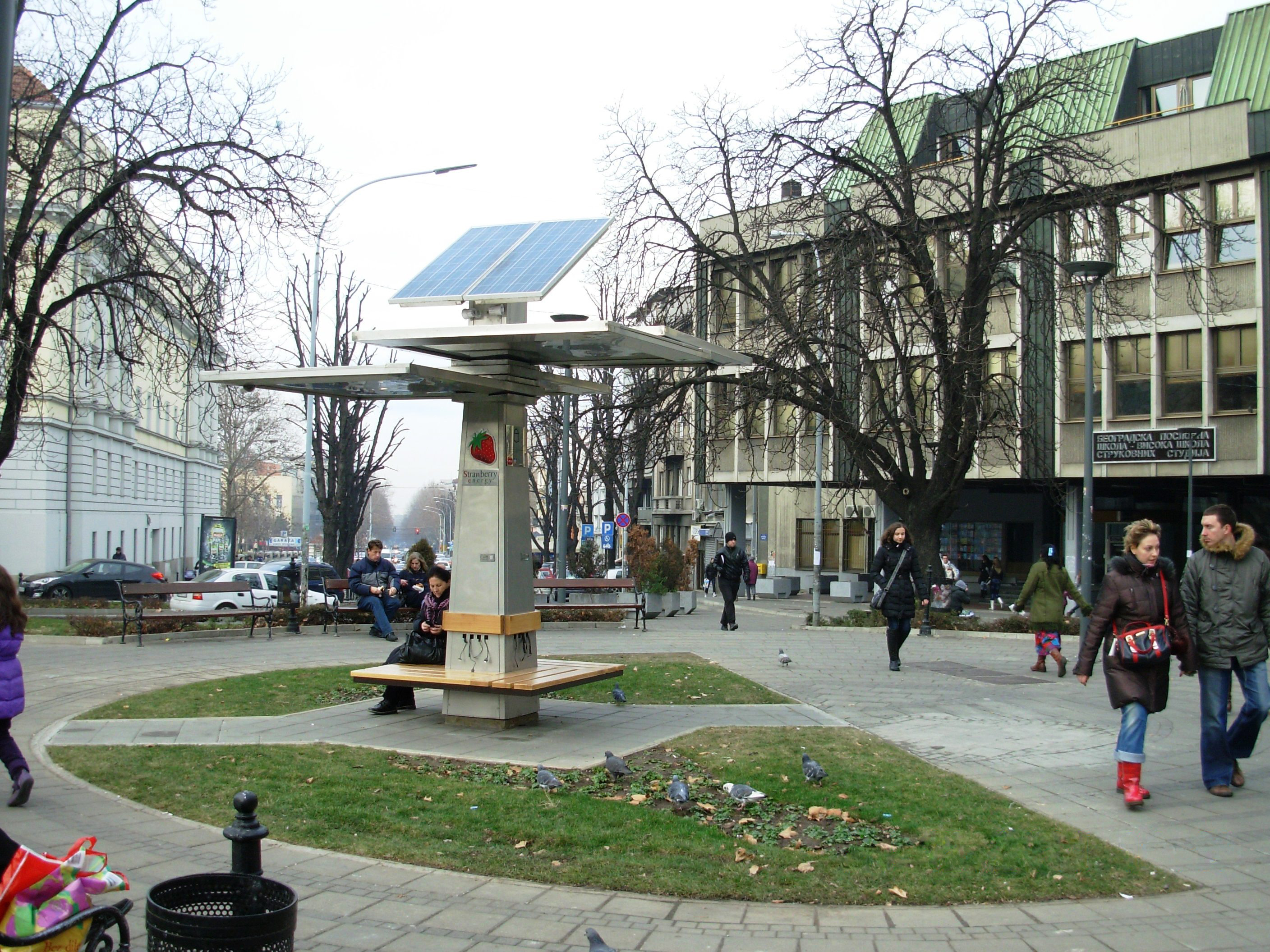
Az egyik Strawberry Tree Belgrádban

## Története
Miloš Milisavljević, a Strawberry energiavállalat alapítója fejlesztette tovább a napelemes közösségi telefontöltőállomás első ötletét.
Jelenleg nyolc darab napelemfa működik Szerbia szerte. A legelső napelemfát 2010 októberében helyezték üzembe Obrenovac település főterén. A készülék beüzemelésétől számított első 40 napon belül a töltőállomásra csatlakoztatott készülékek száma elérte a 10000-et. Egy évvel később a Telekom Szerbiával közösen egy második közösségi napelemes töltőállomást is üzembe helyeztek a Belgrádhoz tartozó Zvezdara városrészben. Még ugyanebben a hónapban egy harmadik napelemfát is üzembe helyeztek Novi Sad városban. A 2012-es év elejére több, mint 100000 töltést végeztek el a felhasználók az addig üzembe helyezett három napelemfa adatait összegezve.
A Telekom Szerbia vállalattal karöltve a Strawberry energiavállalat további napelemes közösségi töltőállomásokat helyezett üzembe az alábbi helyszíneken:
- Belgrád, Tašmajdan Park-2012. november Miloš Milisavljević teljesen új formatervezésével.[6]
- Nagykikinda-2012. július[7]
- Vranje-2012. augusztus[8]
- Bor-2012. október[9]
- Valjevo-2012. október[10]

2012 novemberében a belgrádi Tašmajdan Parkban üzembe helyezték az első Strawberry Tree Black változatot, amely szintén Miloš Milisavljević szerb építész tervei alapján készült.

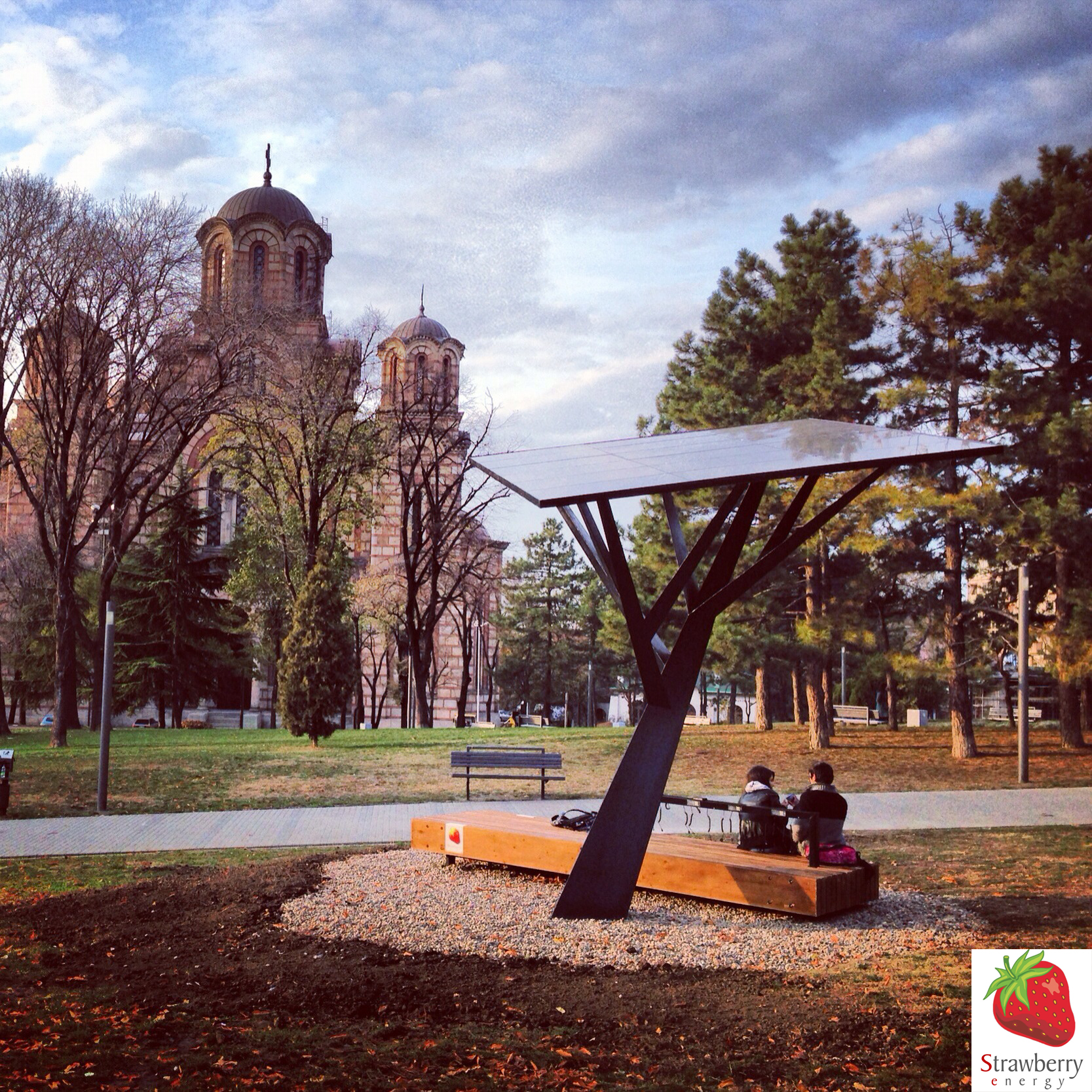
A Strawberry Tree Black belgrádi Tašmajdan Parkban

## Fordítás
Ez a szócikk részben vagy egészben  a   Strawberry Tree (solar energy device) című angol Wikipédia-szócikk ezen változatának fordításán alapul.  Az eredeti cikk szerkesztőit annak laptörténete sorolja fel. Ez a jelzés csupán a megfogalmazás eredetét és a szerzői jogokat jelzi, nem szolgál a cikkben szereplő információk forrásmegjelöléseként.